# Rózinowo
Rózinowo – osiedle włocławskie, znajdujące się w dzielnicy Zachód Przemysłowy. Nazwa odimienna (od Róży Kronenberg). Wcześniejsza nazwa: Różanowo. Rózinowo sąsiaduje z wielkimi zakładami chemicznymi Orlenu, od północy i od wschodu graniczy z Krzywą Górą, od południa z Leopoldowem. Znajduje się tu m.in. Kościół pw. Chrystusa Króla oraz cmentarz.